# Y Gwyddoniadur Cymreig
Y Gwyddoniadur Cymreig (nebo také Encyclopaedia Cambrensis) je velká encyklopedie ve velšském jazyce. Byla vydána v deseti svazcích v letech 1854 až 1879 vydavatelem a novinářem Thomasem Geem v severovelšském městě Denbigh (knihy vydávalo nakladatelství Gwasg Gee založené jeho otcem). Hlavním editorem encyklopedie byl nakladatelův švagr John Parry. Realizace encyklopedie v té době stála přibližně 20 000 liber. Obsahuje téměř 9000 stran (na každé straně jsou dva sloupce). Jsou zde životopisné články, články o historii Walesu, vědě a dalších tématech